# Beaumont-sur-Vesle

Beaumont-sur-Vesle este o comună în departamentul Marne, Franța. În 2009 avea o populație de 713 de locuitori.